# ヘルマン1世 (ヴァイマル＝オーラミュンデ伯)
ヘルマン1世（Hermann I., 1130年ごろ - 1176年10月19日）は、アスカーニエン家出身のヴァイマル＝オーラミュンデ伯（在位：1167年 - 1176年）。

## 生涯
ヘルマン1世はザクセン公・ブランデンブルク辺境伯アルブレヒト1世（熊公）とゾフィー・フォン・ヴィンツェンブルクの息子である。母ゾフィーは、クヴェードリンブルク女子修道院長ベアトリクス2世の姉にあたる。イルムガルト（1174/80年7月31日没）と結婚し、ジークフリート3世をもうけた。
ヘルマンは父の在世中に父よりチューリンゲンの領地の統治をゆだねられ、1167年より伯とされた。1174年、チューリンゲン方伯ルートヴィヒ3世との対立によりヴァイマル城が破壊された。